# Dobrin (okręg Sălaj)
Dobrin – wieś w Rumunii, w okręgu Sălaj, w gminie Dobrin. W 2011 roku liczyła 272 mieszkańców.